# بیسسا
بیسسا (به لاتین: Byssa) یک منطقهٔ مسکونی در روسیه است که در استان آمور واقع شده‌است.